# Pheidologeton diversus
Pheidologeton diversus är en myrart som först beskrevs av Jerdon 1851.  Pheidologeton diversus ingår i släktet Pheidologeton och familjen myror.

## Underarter
Arten delas in i följande underarter:
- P. d. diversus
- P. d. draco
- P. d. fictus
- P. d. laotinus
- P. d. macgregori
- P. d. philippinus
- P. d. standfussi
- P. d. taprobanae
- P. d. tenuirugosus
- P. d. williamsi

## Bildgalleri

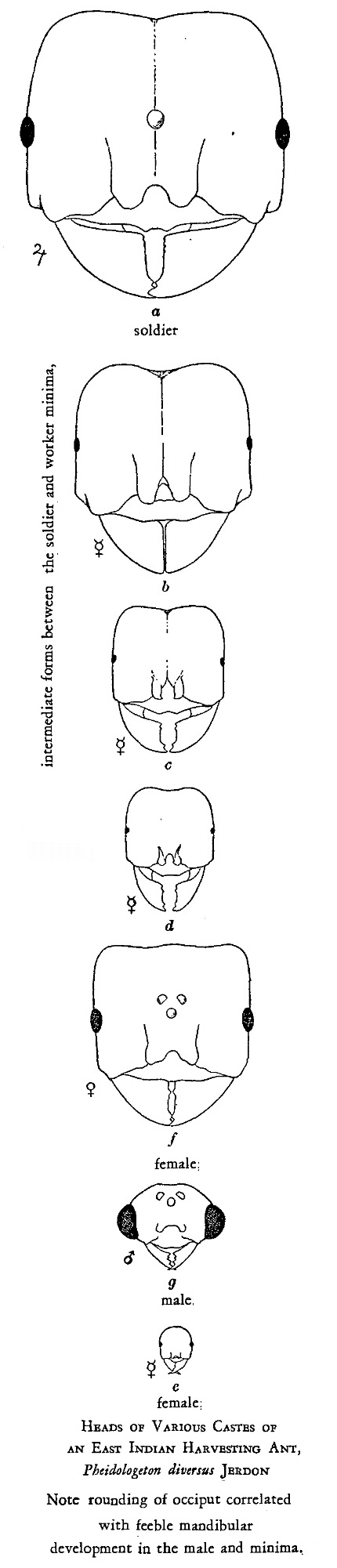